# Félix Coenen
Félix Lucien Coenen (Brussel, 5 maart 1895 - aldaar, 27 mei 1972) was een Belgisch senator.

## Levensloop
Félix Coenen was de zoon van een inlijster en een huisvrouw. Op zijn zestiende stopte hij met school om aan de slag te gaan als boekhouder en daarna journalist. In 1911 sloot hij zich aan bij de socialistische vakbond van bedienden en het jaar daarna werd hij lid van de Socialistische Jonge Wacht. Coenen nam actief deel aan de algemene staking in 1913, die diende om het algemeen enkelvoudig stemrecht af te dwingen, en een jaar later trad hij officieel toe tot de Belgische Werkliedenpartij. Als beoefenaar van atletiek en boksen was hij tevens lid van sportfederatie voor arbeiders. Daarenboven was hij als voetballer actief bij voetbalclub Daring Club de Bruxelles.
Tijdens de Eerste Wereldoorlog was Coenen schatbewaarder van de Socialistische Jonge Wacht van Brussel. Hij behoorde er tot de internationalistische strekking die zich verzette tegen de oorlog en juichte in 1917 de Oktoberrevolutie in Rusland toe. Hij was aanhanger van de toetreding van de Socialistische Jonge Wacht tot het Komintern, waarmee hij tot de minderheid behoorde. Hij verspreidde exemplaren van het tijdschrift L'Exploité van Joseph Jacquemotte en werkte mee aan het tijdschrift Socialisme, dat tussen juli 1919 en januari 1920 werd uitgegeven door de Brusselse Socialistische Jonge Wacht. Vanwege de communistische standpunten die het blad innam, werd het onder druk van de partijleiding van de BWP stopgezet. Niettemin bleef Coenen gewonnen voor het behoud van de banden met de socialistische partij. 
De groep rond War Van Overstraeten besliste echter om de banden met de BWP te verbreken en de onafhankelijke beweging L'Ouvrier Communiste op te richten. De beweging sloot hij zich aan bij het Komintern en werd in 1921 omgevormd tot een politieke partij. Coenen, verheugd over de toetreding van de 'Parti Communiste' tot het Komintern, sloot zich aan bij de partij, werd verkozen in de nationale leiding en was afgevaardigde van de partij op het Derde Congres van de Communistische Internationale. Onder druk van die Internationale ging de 'Parti Communiste' een fusie aan met de groep rond Joseph Jacquemotte, die zich niet meer herkenden in de koers van de BWP. Coenen nam deel aan de onderhandelingen hieromtrent en was lid van het voorbereidend comité dat deze fusie tot een goed einde moest brengen. Dit resulteerde in september 1921 tot de oprichting van de Kommunistische Partij van België. Hij zetelde tot in 1935 in het Centraal Comité.
Coenen zette zijn syndicale activiteiten verder en werd verkozen in het centraal comité van de socialistische bediendenvakbond. In 1923 steunde hij Joseph Jacquemotte in diens verzet tegen de Ruhrbezetting, als gevolg daarvan werden Coenen, Jacquemotte en 52 andere verdachten op 8 maart 1923 gearresteerd op verdenking van een complot tegen de veiligheid van de Staat. Vijf maanden later werden alle verdachten door het hof van assisen van Brabant vrijgesproken en mocht Coenen de gevangenis weer verlaten. Hij werkte vervolgens enkele maanden bij de communistische krant L'Humanité in Parijs en, teruggekeerd in Brussel, nam hij begin 1924 de directie op zich van de net opgerichte Le Drapeau Rouge, de partijkrant van de Kommunistische Partij. Van 1926 tot 1929 was hij gemeenteraadslid in Sint-Gillis.
In 1927 vertrok hij naar Moskou en werkte er een jaar in de organen van de Communistische Internationale. In 1928 was hij terug in Brussel. Hij was het die de motie van het Komintern presenteerde waarbij War Van Overstraeten veroordeeld werd als trotskist en uitgesloten. Coenen werd toen secretaris-generaal van de partij, een functie die hij cumuleerde met die van directeur van Le Drapeau Rouge. Vanaf 1935 was hij tevens perscorrespondent van de Communistische Internationale. Vanaf 1937 verzorgde Coenen regelmatig bijdragen in het communistische partijblad La Voix du Peuple, dat in oktober 1936 Le Drapeau Rouge opvolgde. In 1939 werd hij vast redacteur van de krant, tot ze later dat jaar door de Belgische autoriteiten werd verboden. In deze jaren nam hij tevens deel aan opleidingen voor communistische mandatarissen. 
Na de ondertekening van het Molotov-Ribbentroppact tussen de Sovjet-Unie en Nazi-Duitsland in augustus 1939, die de Kommunistische Partij weigerde te veroordelen, werd de partij als staatsvijand bestempeld en werd de communistische pers aan banden gelegd. In oktober 1939 werd Coenen gearresteerd, op een basis van een verordening tegen door buitenlanders betaalde agenten, en een maand lang vastgehouden. Bij deze gelegenheid werd hij door de Controlecommissie van zijn partij berispt, omdat hij de bewijzen van betalingen uit het buitenland had bewaard. Na zijn vrijlating ging hij officieel aan de slag als vertaler bij het agentschap TASS, maar in feite werkte hij mee aan de communistische pers, die tijdens de schemeroorlog, de eerste maanden van de Tweede Wereldoorlog, op semilegale basis werkte. Na de Duitse inval in België op 10 mei 1940 werd als verdachte behorende tot een Vijfde Colonne door de Belgische autoriteiten gearresteerd en gedeporteerd naar een interneringskamp in Zuid-Frankrijk. Na enkele weken opsluiting kwam hij in augustus 1940 terug vrij en keerde hij terug naar België. Coenen hernam zijn baan bij TASS, waar Coenen gepromoveerd werd tot secretaris. Op 22 juni 1941, na de Duitse inval in de Sovjet-Unie, werd TASS opgedoekt, waarna Coenen in het verzet stapte. Hij nam de opmaak en de eindredactie van het illegale communistische blad Le Drapeau Rouge voor zijn rekening en volgde in mei 1943 Pierre Joye op als hoofdredacteur van het blad, nadat die het Onafhankelijkheidsfront had opgericht. Na de Bevrijding in september 1944 vormde Coenen Le Drapeau Rouge om tot dagblad, waarna hij nog tot februari 1945 hoofdredacteur van de krant bleef. Vervolgens werd hij verantwoordelijk voor de internationale rubriek van de krant.
In juni 1944 werd Coenen gecoöpteerd in het Centraal Comité van de Kommunistische Partij en ging hij deel uitmaken van het Politiek Bureau van de partij. Bij de verkiezingen van februari 1946 werd hij verkozen tot communistisch senator voor het arrondissement Brussel en oefende dit mandaat uit tot in 1949. In de Senaat hield hij bezig met het buitenlands beleid. In 1949 werd Coenen als lijstduwer op de communistische Senaatslijst niet herkozen. De volgende jaren begon hij door een aanslepend alcoholprobleem zijn werk op de redactie van Le Drapeau Rouge te verwaarlozen en was hij vaak afwezig op vergaderingen van het centraal comité. Als gevolg hiervan werd hij in 1953 ontslagen bij Le Drapeau Rouge, een jaar later werd hij niet herkozen in het centraal comité van de Kommunistische Partij. Coenen was daarna een tijdlang verbonden aan de Action Ouvrière Unitaire, het syndicaal bureau van de KPB-PCB, maar ook dat was geen succes. Hij bleef bij de partij als basismilitant en kreeg de opdracht om een geschiedenis over de communistische partij te schrijven, waarmee Coenen reeds in 1947 was begonnen, maar hij slaagde er niet in om zijn werk af te krijgen. Coenen stierf in mei 1972 op 77-jarige leeftijd.